# Armin Faber
L’Oberleutnant Armin Faber était un pilote de la Luftwaffe pendant la Seconde Guerre mondiale qui confondit le canal de Bristol avec la Manche et posa son Focke-Wulf Fw 190 intact sur la base aérienne de la RAF de Pembrey (en) dans le sud du Pays de Galles. Son avion fut le premier Fw-190 à être capturé par les Alliés et fut testé pour en révéler les faiblesses qui pourraient être exploitées.

## 23juin 1942
En juin 1942, l’Oberleutnant Armin Faber était Gruppen-Adjutant au III Groupe de chasse de Jagdgeschwader 2 (JG 2), basé à Morlaix en Bretagne. Le 23 juin, il reçut une autorisation spéciale pour effectuer une mission de combat avec le 7e Staffel. L'unité opérait sur des chasseurs Focke-Wulf 190. 

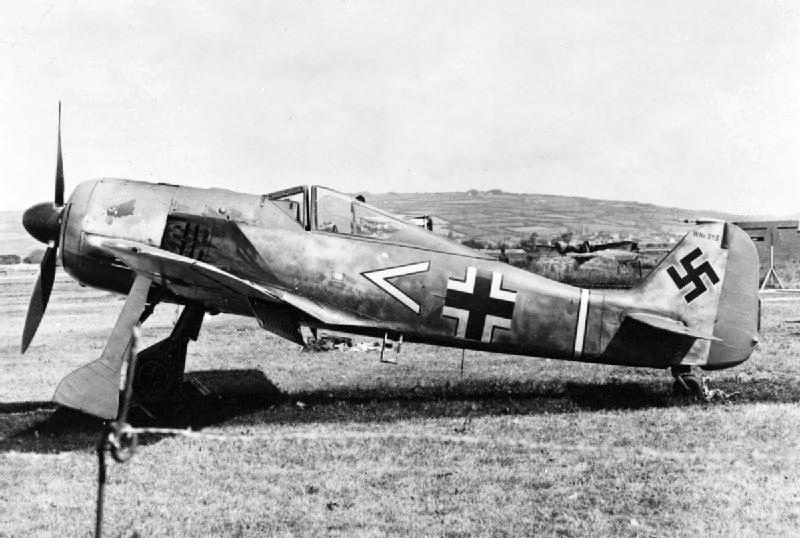
Le Focke-Wulf Fw 190A-3 de Faber du III/JG 2 sur la base aérienne de la RAF de Pembrey en juin 1942.

Le FW-190 venait seulement d'arriver au sein des unités de première ligne à ce moment-là et ses performances au-dessus du lot avaient causé aux Alliés tellement de problèmes qu'ils envisageaient de monter un raid de commando (opération Airthief) sur un aérodrome français pour en capturer un afin de l’évaluer. 
Le 7e Staffel fut désigné pour intercepter une force de douze Bostons sur leur chemin de retour d'une mission de bombardement; les Bostons étaient escortés par trois escadrons tchèques de la RAF, les escadrons 310 (en), 312 (en) et 313 (en). Le combat démarra au-dessus de la Manche avec les Spitfires d’escorte, au cours duquel Faber fut attaqué par le sergent František Trejtnar (cs) (tchèque) de l’escadron 310. 
Dans ses efforts pour abattre le Spitfire, Faber vola vers le nord au-delà d’Exeter, dans le Devon. Après plusieurs manœuvres à très grande vitesse, Faber, avec un seul canon en état de fonctionnement, effectua un Immelmann en direction du soleil et abattit son poursuivant dans une attaque frontale.
Trejtnar sauta en parachute en toute sécurité, mais il avait un éclat d'obus dans le bras et se cassa une jambe à l'atterrissage ; son Spitfire s'écrasa près du village de Black Dog (en), dans le Devon. Pendant ce temps, Faber, désorienté, confondit le canal de Bristol avec la Manche et vola au nord au lieu de sud. 
Pensant que la Galles du Sud était la France, il se dirigea vers l'aérodrome le plus proche, la base aérienne de Pembrey (en). Les observateurs au sol n’en crurent pas leurs yeux lorsque Faber agita ses ailes pour célébrer sa victoire, et abaissa le train d’atterrissage de son Focke-Wulf pour se poser.
Le pilote de service à Pembrey, le sergent Jeffreys, saisit un pistolet de détresse et courut depuis la tour de contrôle vers l’avion, sauta sur l'aile de l'avion de Faber alors au roulage. Faber fut appréhendé et plus tard emmené sur la base aérienne de la RAF de Fairwood Common (en) par le capitaine David Atcherley (en) (frère jumeau de Richard Atcherley (en)) pour interrogatoire.

## Focke-Wulf 190A-3

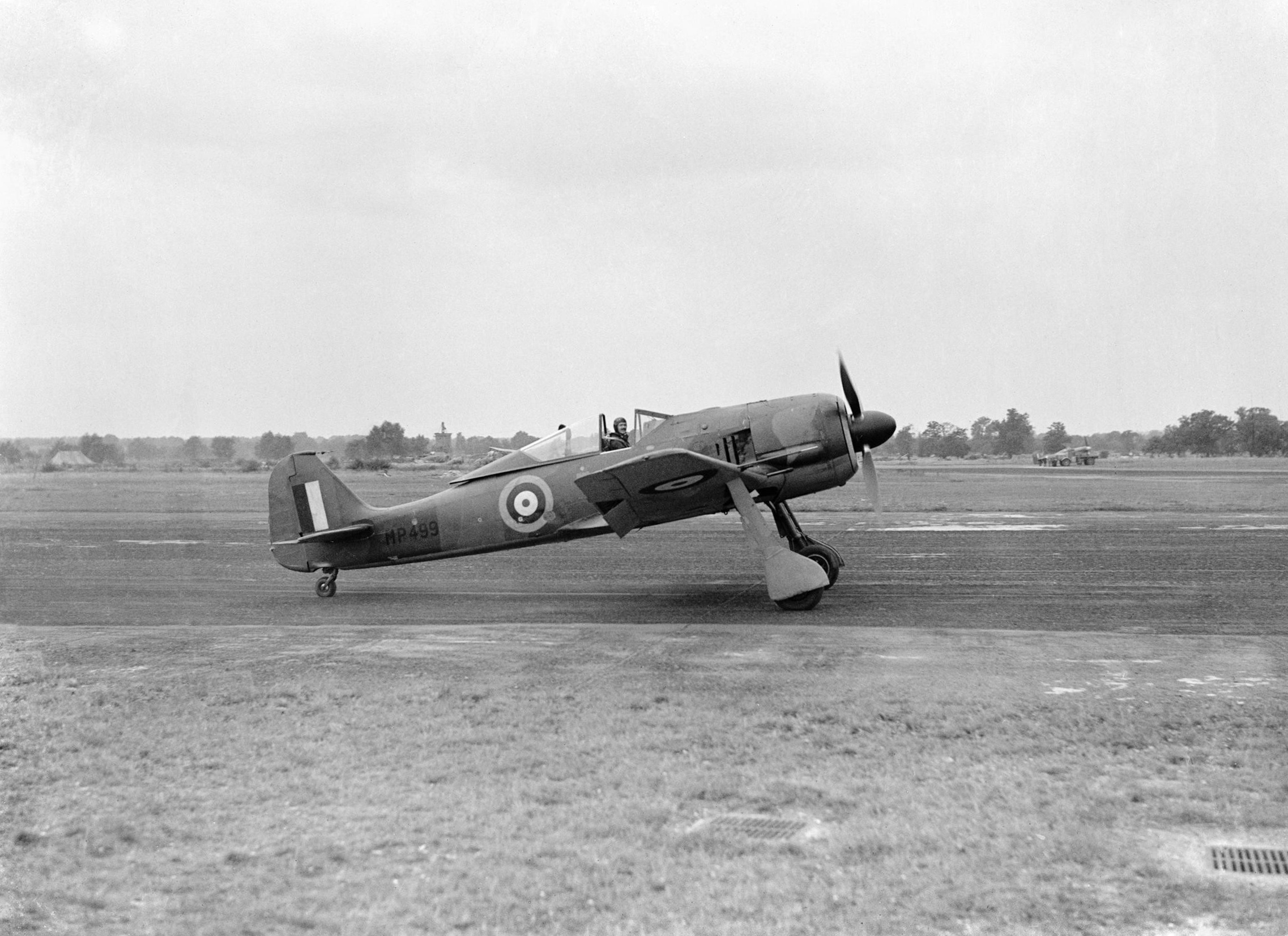
Le Focke Wulf Fw 190A-3 de Faber au Royal Aircraft Establishment, à Farnborough, avec le pilote d'essai en chef de la RAE, le commandant d’escadrille HJ "Willie" Wilson aux commandes, en août 1942.

L'avion de Faber était un Fw 190A-3 avec le Werknummer 313. Ce fut la seule configuration du chasseur à être capturée intacte par les Alliés pendant la guerre. Tous les autres aéronefs capturés étaient soit des bombardiers à longs rayon d’action, soit des chasseurs-bombardiers. 
On demanda au capitaine Hugh Wilson (en), pilote responsable des vols d'essais d'avions ennemis capturés, de voler de la base de Pembrey jusqu’à la base de Farnborough avec la garantie de ne pas s'écraser. Comme il s'agissait d'une garantie impossible à donner, l'appareil fut démonté et transporté par camion. 
À Farnborough, le Fw-190 fut repeint aux couleurs de la RAF et reçut le numéro de série MP499 de nombre et un «P» pour prototype. Les essais et l'évaluation débutèrent le 3 juillet 1942 au Royal Aircraft Establishment (RAE) sur la base de Farnborough (en). Environ neuf heures de vol furent effectuées, fournissant aux Alliés des renseignements extrêmement précieux
Après 10 jours, il fut transféré à l'unité de développement de combats aériens (en) à la base de Duxford pour l'évaluation tactique, où il simula des combats contre le nouveau Spitfire Mk.IX, fournissant à la RAF des tactiques pour lutter au mieux contre le Fw 190A avec leur nouveau chasseur.
Le Fw-190 vola 29 fois entre le 3 juillet 1942 et le 29 janvier 1943. Il fut ensuite partiellement démantelé et des essais sur les performances du moteur furent effectués à Farnborough. Il fut radié des effectifs et mis au rebut en septembre 1943.

## Reliques subsistantes
Le Shoreham Aircraft Museum (en) expose le pare-brise en verre blindé du Fw-190 de Faber, avec une partie de son panneau de contrôle. Le musée possède aussi quelques fragments de l'épave du Spitfire de František Trejtnar. En 1991, Armin Faber visita le musée et offrit son poignard d’officier et son insigne de pilote. La boucle de dégagement rapide du parachute de František Trejtnar utilisé ce jour-là est détenue par un café à thème (sur l'aviation) au musée morave de Brno, en république tchèque.